# Juliana Xavier
Juliana Tavares Xavier (Brasília, 21 de abril de 1995), mais conhecida como Juliana Xavier, é uma atriz brasileira, conhecida por seus trabalhos na RecordTV.

## Vida pessoal
É filha de Helio Mário Xavier e Antônia Alves Tavares Xavier e nasceu em Brasília no dia do aniversário da cidade, 21 de abril de 1995. É irmã dos atores Ricky Tavares e Dharck Tavares e tem origem indígena pelo lado materno.
Além disso, o autor de novelas Tiago Santiago é sobrinho de seu pai, sendo assim seu primo e também padrinho.

## Carreira
Ela começou sua carreira como atriz aos 12 anos de idade, após a influência do irmão de Tiago Santiago, que a indicou para fazer um teste de elenco para a novela Bicho do Mato, da RecordTV. Alguns meses depois de ter feito o teste, ela recebeu um telefonema com a aprovação, levando a atriz a sua primeira novela e a família de Brasília para o Rio de Janeiro. Na novela, ela interpretou a indígena Jaci, no núcleo infantil. Depois, ganhou destaque na Trilogia dos Mutantes, uma sequência de três novelas onde interpretou Ágata, e como Bia na versão brasileira da novela Rebelde.
Após participar da minissérie Milagres de Jesus, ela fez participações em Malhação Sonhos e Malhação: Seu Lugar no Mundo, na Rede Globo, mas não deixou a RecordTV, onde fez Na Mira do Crime, parceria da emissora com a FX, e depois três novelas bíblicas, participando das primeiras fases de Apocalipse e Jesus - nesta, interpretou Maria, a mãe de Jesus - e depois, de Jezabel.

## Filmografia

### Televisão
| Ano     | Título                       | Personagem                            | Notas                             |
| ------- | ---------------------------- | ------------------------------------- | --------------------------------- |
| 2006    | Bicho do Mato                | Jaci Guaporá de Sá Freitas            | [ 8 ]                             |
| 2007    | Caminhos do Coração          | Ágata Magalhães                       | [ 10 ] [ 11 ]                     |
| 2008    | Os Mutantes                  | Ágata Magalhães                       | [ 10 ] [ 11 ]                     |
| 2009    | Promessas de Amor            | Ágata Magalhães                       | [ 10 ] [ 11 ]                     |
| 2011–12 | Rebelde                      | Beatriz Alves (Bia)                   | [ 18 ]                            |
| 2014    | Milagres de Jesus            | Livana                                | Episódio: "O Leproso de Genesaré" |
| 2015    | Malhação Sonhos              | Maíra                                 | Episódio: "18 de fevereiro"       |
| 2015    | Na Mira do Crime             | Stella                                | [ 16 ] [ 20 ]                     |
| 2016    | Malhação: Seu Lugar no Mundo | Selma de Souza (Selminha)             | Episódios: "17–29 de abril"       |
| 2017    | Apocalipse                   | Letícia Santero (jovem)               | Episódios: "21–22 de novembro     |
| 2018    | Jesus                        | Maria (jovem)                         | Episódios: "24–30 de julho"       |
| 2019    | Jezabel                      | Dido                                  | [ 16 ] [ 17 ]                     |
| 2021    | Gênesis                      | Tamar                                 | Fase: "José do Egito"             |
| 2024    | Reis                         | Maaca (jovem)                         |                                   |
| 2024    | Justiça 2                    | Luara Fersoza (Ana Cristina da Silva) |                                   |
| 2025    | Paulo, O Apóstolo            | Cláudia Acte                          |                                   |

### Cinema
| Ano  | Filme         | Personagem |
| ---- | ------------- | ---------- |
| 2020 | Ricos de Amor | Ana        |

## Videoclipes
| Ano  | Título      | Artista     |
| ---- | ----------- | ----------- |
| 2016 | "De Buenas" | Lucas Lucco |
| 2017 | "Vem Viver" | Alecrim     |

## Prêmios e indicações
| Ano  | Prêmio                | Categoria              | Trabalho Indicado   | Resultado |
| ---- | --------------------- | ---------------------- | ------------------- | --------- |
| 2008 | Prêmio Contigo! de TV | Melhor Atriz Infantil  | Caminhos do Coração | Indicada  |
| 2011 | Troféu Raça Negra     | Melhor Atriz           | Rebelde             | Venceu    |
| 2022 | Prêmio iBest          | Influenciador Brasília | Juliana Xavier      | Pendente  |